# Metacinabrio
El metacinabrio es un mineral de la clase de los minerales sulfuros, y dentro de esta pertenece al llamado “grupo de la esfalerita”. Fue descubierto en 1870 en una mina de la localidad de Knoxville, en el estado de California (EE. UU.), siendo nombrado así por tener la misma composición química del cinabrio, pero diferente estructura cristalina.

## Características químicas
Es un sulfuro de mercurio, que como todos los del grupo de la esfalerita es de sistema cristalino cúbico o isométrico con anión sulfuro.
Es polimorfo -en este caso trimorfo- con dos minerales que tienen su misma composición química: el cinabrio en sistema trigonal y el hipercinabrio en sistema cristalino hexagonal.
Además de los elementos de su fórmula, suele llevar como impurezas: cinc, selenio o cadmio, dando distintas variedades -ver en ficha derecha-.

## Formación y yacimientos
Fue encontrado junto a mineral de cinabrio en yacimientos de mercurio cerca de la superficie, formado por tanto bajo condiciones de baja temperatura.
Suele encontrarse asociado a otros minerales como: cinabrio, mercurio nativo, wurtzita, estibina, marcasita, rejalgar, calcita, barita, calcedonia o hidrocarburos.

## Usos y precauciones
Puede ser usado como mena del mercurio. Por contener el tóxico mercurio, deben lavarse las manos después de manipularlo, evitar inhalar el polvo cuando se fractura y no ingerir. Además, no se debe calentar en ambientes mal ventilados, pues emite vapor de mercurio muy tóxico, provocando el envenenamiento por mercurio.